# Constantin Sănătescu

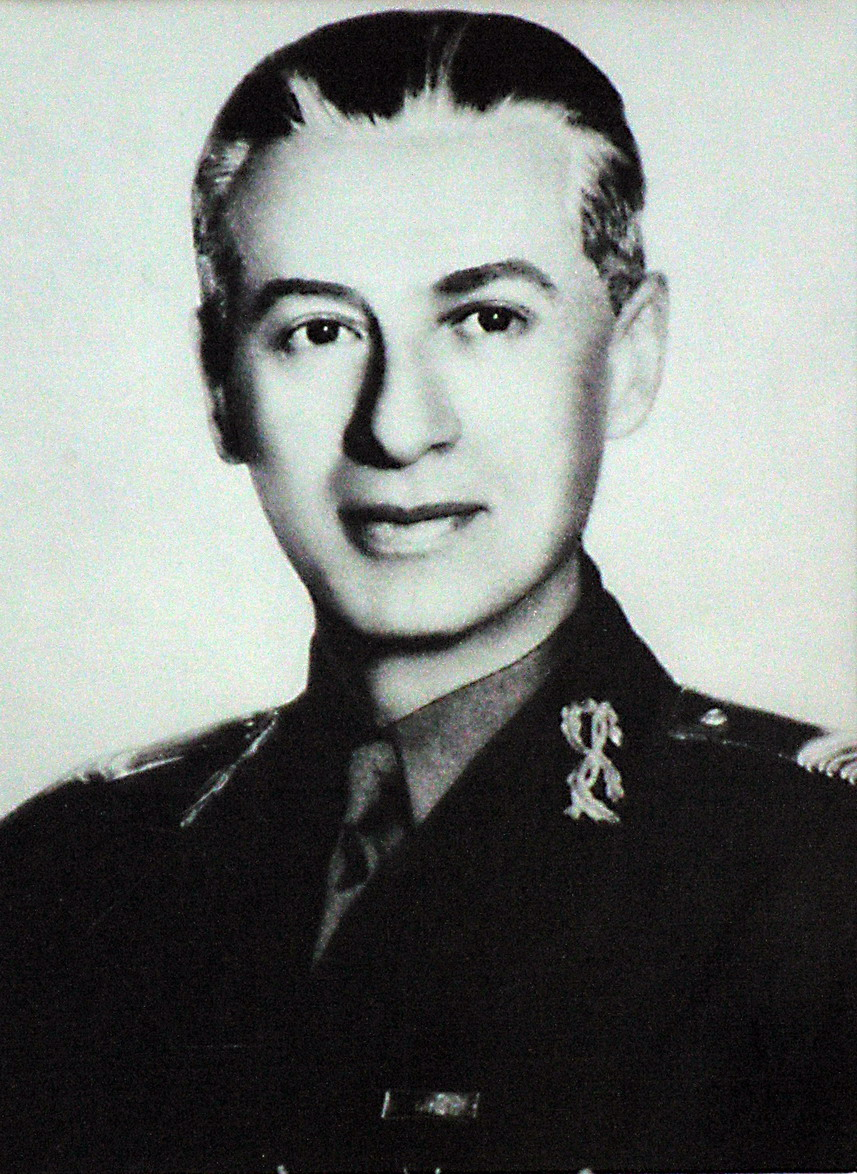
Constantin Sanatescu

Constantin Sănătescu (* 14. Januar 1885 in Craiova; † 8. November 1947 in Bukarest) war ein rumänischer General und nach dem königlichen Staatsstreich von 1944 zeitweiliger Ministerpräsident Rumäniens.

## Leben
Sănătescu wurde als Sohn des rumänischen Generals Gheorghe Sănătescu (1858–1942) geboren. Er absolvierte die Militärakademie in Bukarest im Jahre 1907. Ab 1910 wurde er als Ausbilder an der Kavallerieschule in Târgoviște eingesetzt. Im Zweiten Balkankrieg 1913 kämpfte er gegen Bulgarien. Am Ersten Weltkrieg nahm er im Rang eines Hauptmanns teil.
Nach Kriegsende besuchte er die Höhere Kriegsschule in Bukarest, die er 1920 abschloss. In der Zwischenkriegszeit diente er unter anderem als Militärattaché in Paris und London sowie in der Operationsabteilung des Generalstabs. 1930 übernahm er als Oberst das Garde-Reiterregiment und 1935, nach der Beförderung zum Brigadegeneral, eine Kavalleriebrigade in Czernowitz. 1937 wurde er zum stellvertretenden Generalstabschef ernannt. Während des Aufstands der Eisernen Garde im Januar 1941 war er militärischer Kommandant der Hauptstadt.
Beim Eintritt Rumäniens in den Krieg gegen die Sowjetunion 1941 befehligte er das IV. Armeekorps, mit dem er unter anderem in der Schlacht um Odessa und 1942 in der Schlacht von Stalingrad eingesetzt wurde. Als Nachfolger von Constantin Constantinescu-Claps übernahm er im Februar 1943 die Reste der 4. Armee, die er zurück in die Heimat führte.
Im März 1943 wurde er Chef des königlichen Militärstabs, im Frühjahr 1944 Palastmarschall. In dieser Funktion war er eine treibende Kraft hinter dem Königlichen Staatsstreich vom 23. August 1944, der schließlich zum Seitenwechsel Rumäniens führte. In der am gleichen Tag durch den Nationaldemokratischen Block gebildeten Koalitionsregierung übernahm er den Posten des Ministerpräsidenten, zeitweise führte er auch das Wirtschafts- und Finanzressort. Bei der Kabinettsumbildung im November 1944 wurde er gleichzeitig Kriegsminister. Anfang Dezember 1944 trat er zugunsten von Nicolae Rădescu zurück und übernahm anschließend den Posten des Generalstabschefs sowie nach Kriegsende den des Inspekteurs der Streitkräfte.
Nach Ende des Kriegs ging es mit ihm gesundheitlich und beruflich bergab. Er starb schließlich am 8. November 1947 infolge von Lungenkrebs.
Das Tagebuch Sănătescus, das den Zeitraum von 1937 bis zu seinem Tod umfasst, erschien im Jahre 1993.

## Werke
- Jurnalul generalului Sănătescu, Editura Humanitas, București, 1993, ISBN 973-28-0381-9